# 1731
1731 (MDCCXXXI) fue un año común comenzado en lunes según el calendario gregoriano.

## Acontecimientos
- 30 de noviembre: en Pekín (China) se registra un terremoto que deja más de 100 000 víctimas.[1]
- En Inglaterra, John Hadley inventa el sextante.
- En España se proclama a la Virgen de la Fuensanta como patrona de Murcia por aclamación popular.

## Nacimientos
- 10 de octubre: Henry Cavendish, físico inglés (f. 1810).
- 9 de noviembre: Benjamin Banneker, astrónomo estadounidense (f. 1806).

## Fallecimientos
- 31 de enero: Alejo Calatayud, caudillo rebelde altoperuano (n. 1705).
- 15 de febrero: María de Jesús de León y Delgado, religiosa y mística española (n. 1643).
- 21 de abril: Daniel Defoe, novelista británico, autor de Las aventuras de Robinson Crusoe (n. 1660).
- 21 de agosto: Eudoxia Lopujiná, emperatriz rusa (n. 1669).
- 29 de diciembre: Brook Taylor, matemático británico (n. 1685).